# Bellegarde (Gard)
Bellegarde ist eine Gemeinde mit 7929 Einwohnern (Stand 1. Januar 2022) in Frankreich und liegt im Département Gard in der Region Okzitanien.
Die Gemeinde gibt dem in der Weinbauregion Languedoc gelegenen Weinbaugebiet Clairette de Bellegarde seinen Namen, unter dem ausschließlich Weißwein vermarktet wird. Die Rotweine und Roséweine der Region werden unter dem Namen Costières de Nîmes vermarktet, die paradoxerweise der Weinbauregion Rhône zugeordnet sind.

## Geographie
Bellegarde liegt in der Nähe der östlichen Grenze des Départements Gard, am rechten Ufer der Rhone auf halbem Weg zwischen der Nachbargemeinde Beaucaire und Saint-Gilles. Bellegarde liegt 17 km von Nîmes und 15 km von Arles entfernt, an der Wasserstraße des Rhône-Sète-Kanals und hat einen eigenen kleinen Hafen.

## Persönlichkeiten
- Batisto Bonnet (1844–1925), Schriftsteller
- Jacques Novi (* 1946), Fußballspieler

| Bevölkerungsentwicklung | Bevölkerungsentwicklung |
| Jahr                    | Einwohner               |
| ----------------------- | ----------------------- |
| 1962                    | 2484                    |
| 1968                    | 3052                    |
| 1975                    | 3163                    |
| 1982                    | 3924                    |
| 1990                    | 4308                    |
| 1999                    | 4913                    |
| 2008                    | 6183                    |
| 2017                    | 7129                    |

## Gemeindepartnerschaft
Bellegarde unterhält seit 2001 eine Partnerschaft mit der hessischen Stadt Gersfeld (Rhön).

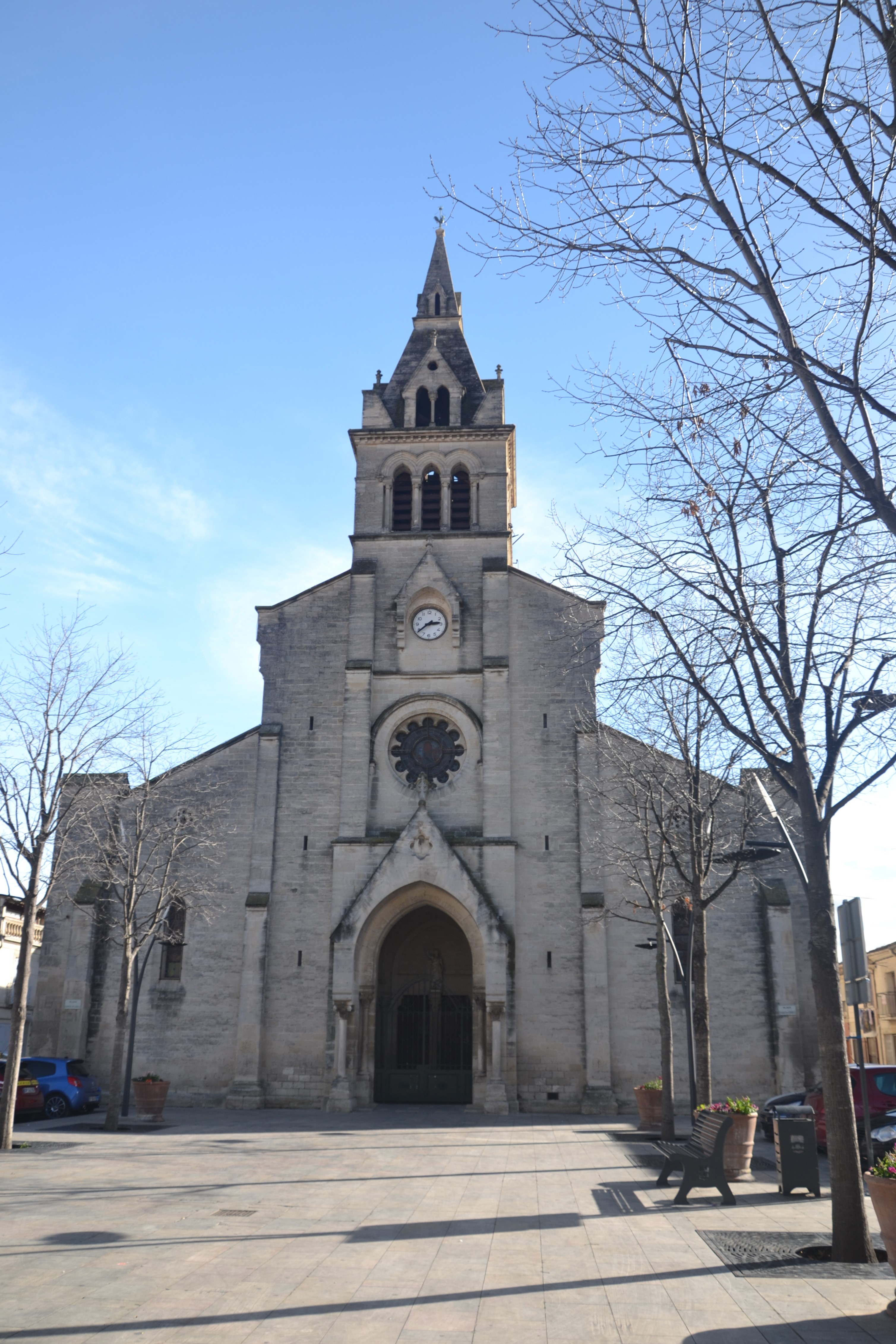
Kirche Saint-Jean-Baptiste